# Trichoblatta scopsi
Trichoblatta scopsi är en kackerlacksart som först beskrevs av Hanitsch 1950.  Trichoblatta scopsi ingår i släktet Trichoblatta och familjen jättekackerlackor. Inga underarter finns listade i Catalogue of Life.